# 정지원의 브런치카페
정지원의 브런치카페는 목포MBC FM4U(FM 102.3MHz)에서 평일 오전 11시부터 낮 12시까지 방송했던 정지원 아나운서가 진행했던 전라남도 서남부 지역의 가요 음악, 팝 음악 전문 라디오 프로그램이다. 2023년 3월 24일 자로 5개월만에 폐지되었다.

## 코너 소개

### 매일코너
- <브런치에 글귀 한 조각> : 좋은 시나 글귀, 명언을 소개하는 코너

### 요일별 코너 (2부)
- 월요일 : <건강 클리닉> 문용진 한의학 박사 출연 - 평소 알아두면 좋은 건강상식과 정보를 전달하는 코너
- 수요일 : <나만 몰랐던 이야기> 홍성혁 리포터 출연 - 한 주간 이슈가 됐던 아이템과 키워드를 선정하고, 관련된 이야기를 풀어나가는 코너
- 목요일 : 보이는 라디오<신청곡 맛집> - 청취자들이 문자를 통해 신청한 노래를 들려주는 코너
- 금요일 : <오늘은 프렌치카페> - 샹송? 더 이상 어렵지 않다! 누구나 한 번쯤은 들어봤을 법한 대표적인 유명 샹송을 짤막한 설명과 함께 소개하는 코너

## 같이 보기
- 목포문화방송
- MBC FM4U
- 이석훈의 브런치카페